# Signum linguae
Het signum linguae (kortweg ook signum genoemd) was een pedagogisch of taalpolitiek instrument om leerlingen te verplichten ook buiten de lessen de onderwijstaal te spreken. Meestal ging het om een rol papier waarop leerlingen hun naam moesten schrijven als ze betrapt werden op het spreken van hun moedertaal of dialect. Vervolgens probeerden ze het door te geven aan een medeleerling die zij op hun beurt betrapten. Wie op het eind van de speeltijd, de dag of de maand, het signum in handen had, werd gestraft, soms met een geldboete.
Het signum werd tijdens de renaissance in de Nederlanden ingevoerd in de Latijnse scholen, met de bedoeling de leerlingen vertrouwd te maken met alle aspecten van de Latijnse taal. In het schoolreglement stond vermeld dat het Latijn in alle gevallen moest gesproken worden, ook tijdens het spel. In de Latijnse scholen bestond dit systeem tot in de negentiende eeuw.
Vanaf het ancien régime en later trachtte men op die manier het beheersen van de standaardtaal te bevorderen of op te leggen. In het Noorden van Frankrijk werd het onderwijs in het Nederlands verboden in 1853, en de wet van de Franse minister van onderwijs Victor Duruy van 1866 liet enkel catechismuslessen in het Vlaams toe. Het signum was er in gebruik tot in de twintigste eeuw.
In Vlaanderen kwam het signum in zwang nadat de Belgische staat voor het Frans als standaardtaal had gekozen. Minister Joseph Thonissen schafte het gebruik ervan af voor de openbare scholen met zijn circulaire van 1885 ter uitvoering van de taalwetten op het onderwijs van 1883. In sommige vrije scholen bleef het in gebruik tot aan de Eerste Wereldoorlog. Voor de Vlaamse Beweging kreeg de toepassing van het signum een bijzondere symbolische betekenis, aangezien dit in eerste instantie werd aangevoeld als een maatregel tegen het gebruik van de eigen moedertaal. Ook in Wallonië bestond het signum om de leerlingen te verplichten het Frans als standaardtaal te gebruiken en het gebruik van hun Waalse dialect te ontmoedigen.